# Pontificia Università Gregoriana

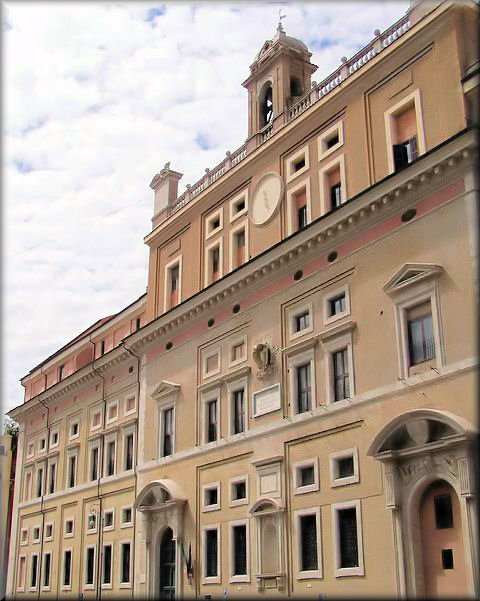
Prima sede: l'edificio del Collegio Romano

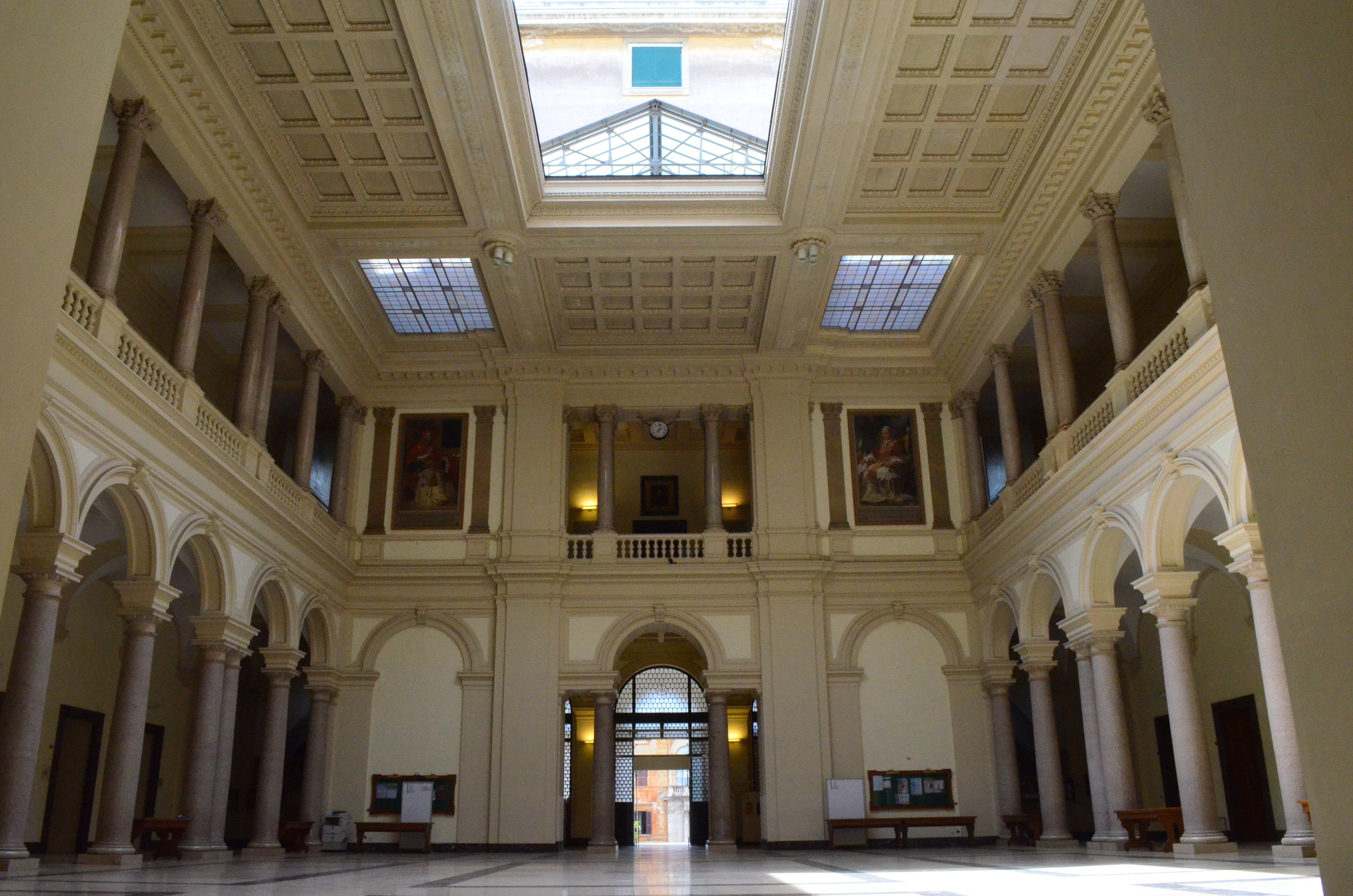
Interno: la corte centrale

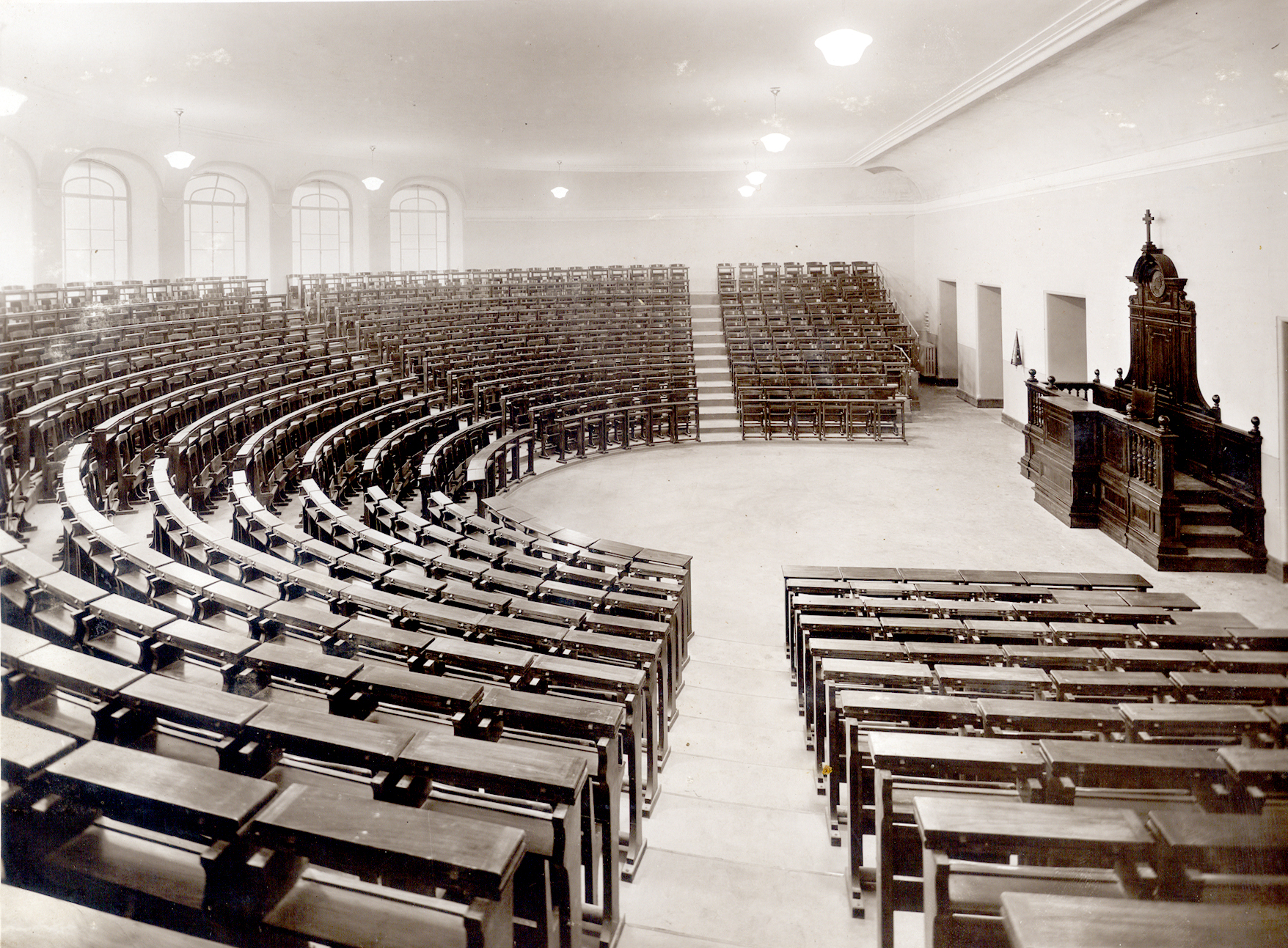
Interno: l'aula magna

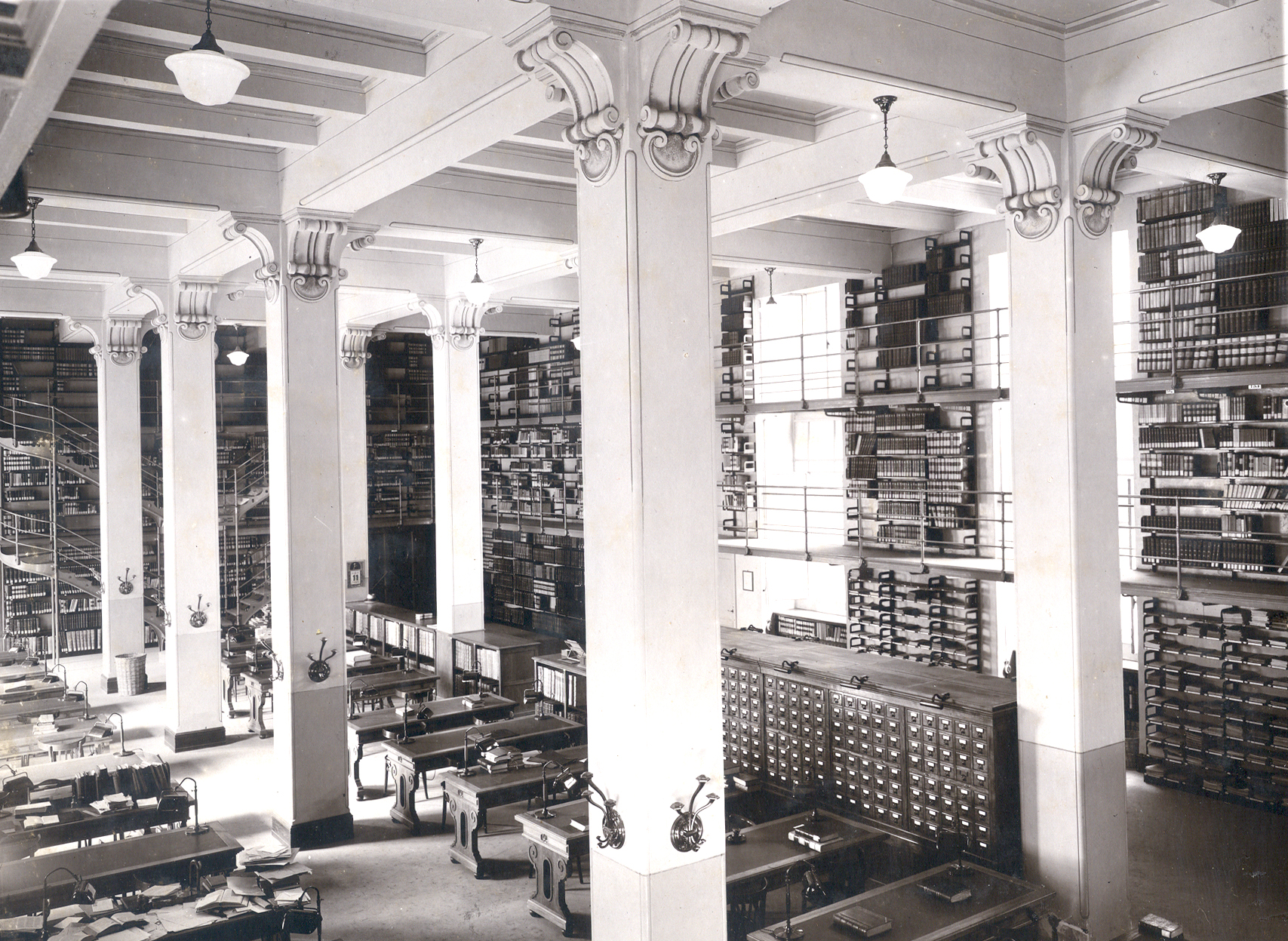
Biblioteca: sala di lettura

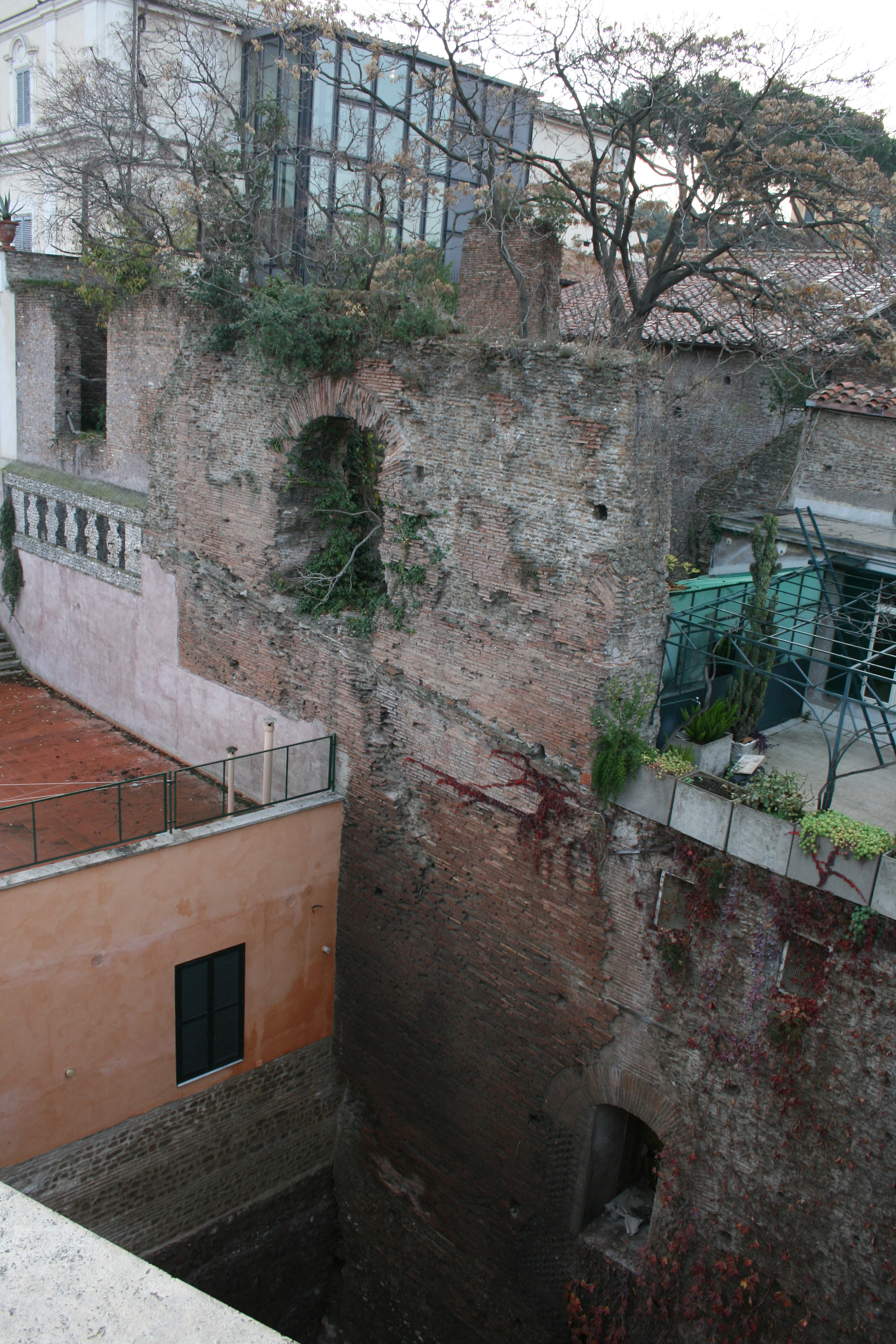
Ruderi del tempio di Serapide

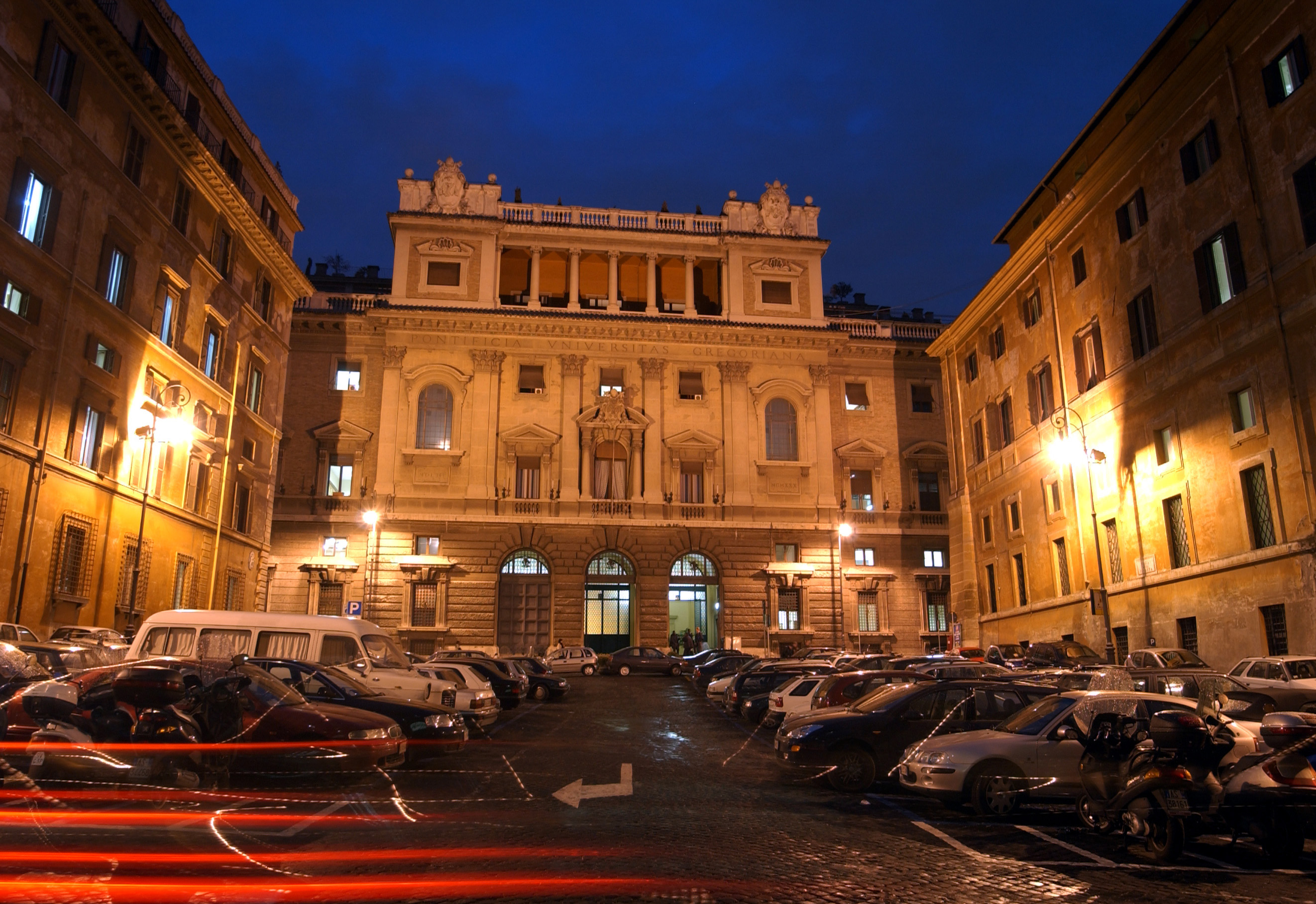
Sede centrale in piazza della Pilotta

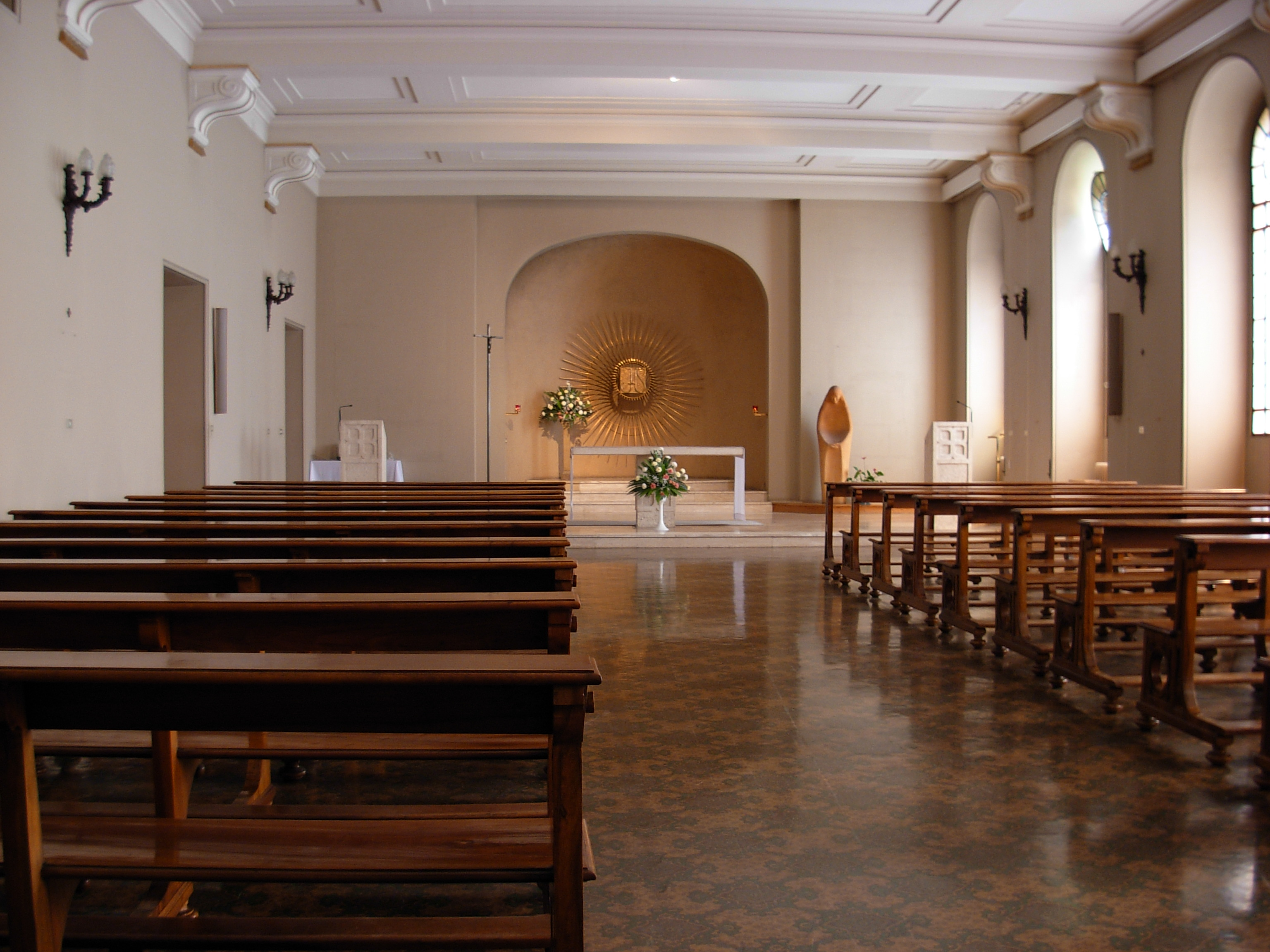
La cappella universitaria

La Pontificia Università Gregoriana è un ateneo della Chiesa cattolica con sede a Roma. Erede del Collegio Romano, fondato da Ignazio di Loyola, coltiva diverse discipline nell'ambito delle scienze umane e, in modo particolare, quelle filosofiche e teologiche. Costituisce una proprietà non extraterritoriale della Santa Sede in Italia ed è esente da espropriazioni e tributi.

## Storia
Il 18 febbraio 1551 Ignazio di Loyola, fondatore della Compagnia di Gesù, con il denaro ricevuto da Francesco Borgia, prese in affitto una casa situata alle pendici del Campidoglio in piazza d'Aracoeli e vi aprì una "Scuola di grammatica, d'umanità e di dottrina cristiana". Fu, questa, la prima scuola dei padri gesuiti: essa aveva una piccola biblioteca annessa, e fu chiamata Collegio Romano. Nel settembre dello stesso anno, visto l'incremento del numero di studenti, Ignazio fu costretto a spostare il Collegio in un'abitazione più ampia; ebbe la possibilità di sistemarlo in un palazzo appartenuto ai Frangipane, sito dietro la chiesa di Santo Stefano del Cacco. Qui, oltre alle cattedre di latino e di greco, si aggiunse anche quella di ebraico. Paolo IV, il 17 gennaio 1556, concesse all'istituto la facoltà di conferire gradi accademici in filosofia e teologia, facendolo assurgere al rango di università. Nel 1557, a causa del sempre maggiore numero di allievi, il Collegio fu trasferito nel palazzo dei Salviati dove rimase fino al 1560, quando i gesuiti ebbero in dono da Vittoria della Tolfa, marchesa della Valle, alcuni fabbricati adiacenti che adattarono per le attività didattiche.
Nel 1581 papa Gregorio XIII volle dare una sede più idonea al Collegio. Fece allora espropriare due isolati nelle vicinanze, commissionando all'architetto Bartolomeo Ammannati la costruzione di un nuovo grande edificio, che venne inaugurato il 28 ottobre 1584. Il pontefice fu, per questo, considerato "fondatore e padre" del Collegio Romano, ente che presto acquisì il titolo di Archiginnasio Gregoriano e Università Gregoriana. Nella nuova sede il numero delle discipline insegnate poté aumentare: si aggiunsero nuove cattedre, tra le quali storia ecclesiastica, liturgia ed eloquenza. In pochi anni il numero degli studenti superò i duemila e la cappella universitaria, divenuta inadeguata, dovette essere demolita per far posto alla chiesa di Sant’Ignazio, realizzata su disegni di Orazio Grassi.
Nel 1773, a causa della soppressione della Compagnia di Gesù, l'ateneo fu affidato al clero secolare romano. Fu poi riconsegnato alla rifondata Compagnia, il 17 maggio 1824, da papa Leone XII. Nel 1873 il palazzo del Collegio Romano fu confiscato dallo Stato italiano con tutte le sue dotazioni: la biblioteca, il museo kircheriano, il gabinetto scientifico e l'osservatorio astronomico. L'ateneo, scevro della sua sede, dovette essere diviso: la sezione universitaria trovò ospitalità nel vicino palazzo Gabrielli-Borromeo, sede del Collegio germanico-ungarico, mentre nel 1879 il ginnasio e il liceo furono sistemati nella villa Peretti a Termini, dando origine all'Istituto Massimiliano Massimo.
Nel frattempo Pio IX, con il rescritto del 4 dicembre 1873, conferì all'università dei gesuiti il titolo di "Pontificia Università Gregoriana del Collegio Romano". L'anno successivo, in seguito alla secolarizzazione dell'Università "La Sapienza", la facoltà di diritto canonico fu trasferita presso la "Gregoriana". Nel 1928, Papa Pio XI associò alla Gregoriana il Pontificio Istituto Biblico e il Pontificio Istituto Orientale, dando vita al Consortium Gregorianum. La nuova sede, sita in piazza della Pilotta, fu inaugurata il 6 novembre 1930, mentre nel 1932 furono istituite le facoltà di missiologia e di storia della Chiesa, alle quali seguì, nel 1951, l'istituto di scienze sociali, il cui diventa facoltà nel 1972. Il Pontificio Istituto Regina Mundi, dedicato alla formazione teologica delle donne, è stato aperto nel 1955 e è stato chiuso nel 2005.
Nel 2005, la facoltà di storia della Chiesa diventa la facoltà di storia e di beni culturali della Chiesa.
Col chirografo del 17 dicembre 2019, papa Francesco decretò che il Pontificio Istituto Biblico e il Pontificio Istituto Orientale, pur conservando i propri nomi e le proprie missioni, fossero congiunti alla Pontificia Università Gregoriana in modo da far parte della stessa persona giuridica. I nuovi statuti della Pontificia Università Gregoriana con l'incorporazione dei due istituti pontifici sono stati ratificati e approvati dal Dicastero per la cultura e l'educazione l'11 febbraio 2024, mentre il 19 maggio 2024 sono entrati in vigore. Dal 19 maggio 2024, dunque, il rettore della Pontificia Università Gregoriana, è l'unico per tre missioni Collegium Maximum, Pontificio Istituto Biblico, Pontificio Istituto Oriental3. Con decreto del Ministro dell'interno del 28  settembre  2024  al provvedimento canonico è stata conferita efficacia civile.

## Stemma
Lo stemma attuale dell'Università Gregoriana è composto da:
In Alto:
- le lettere «I. H. S.» che sono un cristogramma che rappresenta il Nome di Gesù, formato dalla prima, seconda e ultima lettera del suo nome greco ΙΗΣΟΥΣ
- le lettere «A. M.» e «D. G.» che abbreviano la frase «Ad maiorem Dei gloriam» (Per la maggiore gloria di Dio), il motto della Compagnia di Gesù

Al centro: la imagine della Vergine Maria con il Bambino Gesù e la iscrizione «Sedes Sapientiae» (Trono della Saggezza), uno dei titoli alla Madonna usato dai padri della Chiesa
In basso: la didascalia «Religioni et bonis artibus» (Religione e Belle Arti), il cui si riferisce agli studi di Teologia e di Cultura Umanistica
A sinistra: gli elementi araldici della famiglia Loyola col anno 1553, quando iniziarono i corsi di Filosofia e Teologia presso il Collegio
A destra: lo stemma del Papa Gregorio XIII col anno 1583, quando fu inaugurata la nuova sede del Collegio Romano.

### Lo stemma originale

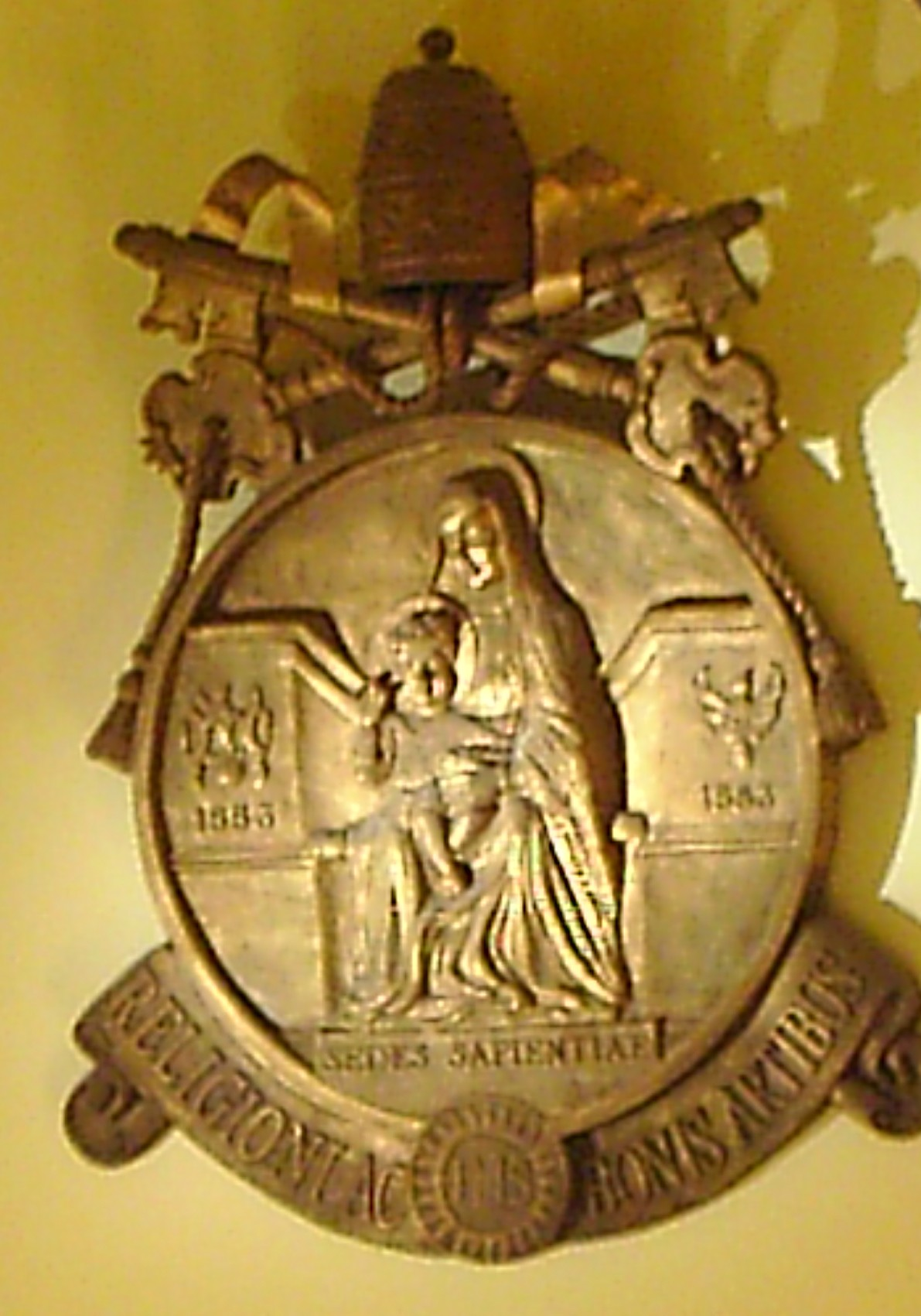
Stemma originale

Lo stemma che viene utilizzato oggi aveva una forma precedente da cui deriva, che conteneva tutte queste rappresentazioni, ma in modo diverso. Queste più antico, utilizzato nella sede del Collegio Romano, ha pressoché la stessa forma di quello attuale: la tiara e le chiavi decussate che poggiano sul Anello del pescatore per inquadrare gli elementi specifici dell'istituzione. Ma le differenze, sebbene sottili, sono notevoli e potremmo evidenziare quanto segue:
Esterni:
- Colpisce innanzitutto che la moneta sia diversa, «Religioni AC bonis artibus» (Religione e anche Belle Arti), ed è posta su una fascia, in stile tradizionale, non all'interno dell'anello del pescatore ma all'esterno.
- Il centro dello stemma è interrotto dal tradizionale stemma dei Gesuiti, quello utilizzato dallo stesso Sant'Ignazio: le iniziali JHS incorniciate dal sole che diffonde i suoi raggi in tutte le direzioni.

Dentro l'anello del pescatore:
- La Vergine Maria mantiene la sua posizione centrale, ma questa è di dimensioni maggiori, possedendo una postura più incorporata. Anche il bambino, in atteggiamento di benedizione, volge ora lo sguardo verso destra. Entrambi hanno una rappresentazione frontale davanti alla prospettiva mozzata di quelle attuale.
- Il trono che fa da seggio alla Vergine Maria è diverso nella sua rappresentazione: non compaiono le iniziali A.M.D.G, ma le stesse armi sì. A destra quelli di Gregorio XIII, testa di leone alato. A sinistra, invece, accanto allo stemma della casa di Loyola, una data diversa: 1555, che si riferisce all'anno in cui potremmo dire che l'Università Gregoriana fu organizzata autonomamente dal Collegio Romano.

Si tratta insomma di un emblema realizzato, com'è logico, con uno stile più tradizionale, ma che dà l'essenza di quegli elementi che sono serviti, e servono tuttora, a definire un'istituzione che mantiene l'essenza delle finalità per le quali è stata creato. era stato creato.

## Struttura
La Pontificia Università Gregoriana è governata da un unico Rettore, coadiuvato dai tre Presidenti che promuovono l’adempimento delle missioni del Pontificio Istituto Biblico, del Pontificio Istituto Orientale e del Collegium Maximum. Quest’ultimo ente rappresenta le unità accademiche precedentemente erette presso la Gregoriana.
Collegium Maximum:
- Facoltà di Teologia (specializzazioni: teologia biblica, teologia dogmatica, teologia fondamentale, teologia morale, patristica, teologie cristiane comparate, teologia spirituale, teologia vocazionale)
- Facoltà di Filosofia (indirizzi: filosofia pratica, filosofia teorica, filosofia della religione)
- Facoltà di Diritto canonico (indirizzi: giurisprudenza matrimoniale, giurisprudenza penale)
- Facoltà di Storia e beni culturali della Chiesa (specializzazioni: beni culturali della Chiesa, storia della Chiesa)
- Facoltà di Scienze sociali (specializzazioni: comunicazione sociale, dottrina sociale della Chiesa, sociologia, leadership and management)
- Facoltà di Missiologia (indirizzi: missio ad gentes, nuova evangelizzazione, teologia delle religioni)
- Istituto di Antropologia (precedentemente Centro per la protezione dei minori)
- Istituto di Psicologia
- Istituto di Spiritualità
- Centro «Cardinal Bea» per gli studi giudaici
- Centro fede e cultura «Alberto Hurtado»
- Centro «San Pietro Favre» per i formatori al sacerdozio e alla vita consacrata
- Centro di spiritualità ignaziana
- Centro di studi interreligiosi della Gregoriana

Pontificio Istituto Biblico:
- Facoltà di Sacre Scritture
- Facoltà di Orientalistica

Pontificio Istituto Orientale:
- Facoltà di Diritto Canonico Orientale
- Facoltà di Scienze Ecclesiastiche Orientali (specializzazioni: liturgia, patristica, storia)

### Sede
Nel 1919 Benedetto XV stabilì l'acquisto di alcuni fabbricati e terreni in piazza della Pilotta, alle pendici del Quirinale, per realizzare lì la nuova sede dell'Università, in prossimità dell'altro ateneo romano affidato ai gesuiti, il Pontificio Istituto Biblico. Pio XI diede grande impulso all'iniziativa del suo predecessore e il 27 dicembre 1924, nel centenario della ricostituzione della Compagnia di Gesù, fu posta la prima pietra del nuovo complesso. I lavori di demolizione dei vecchi fabbricati, che occupavano l'area, già appartenente alla adiacente villa di palazzo Colonna, hanno consentito di rimettere in luce alcuni resti dell'antico tempio di Serapide. Il progetto, affidato a Giulio Barluzzi, prevedeva la realizzazione di un grande edificio prospiciente la piazza, con un'ampia corte interna coperta, dotato di aule, uffici e servizi, con alloggi per i professori, due cappelle e una grande biblioteca. Nell'agosto del 1927 si cominciarono a elevare le strutture murarie, che vennero ultimate in tre anni.
L'edificio in stile neoclassico si ispira alle caratteristiche architettoniche e decorative tipiche del Rinascimento romano. La facciata ricorda volutamente, nell'articolazione dei volumi, quella del Collegio Romano. L'avancorpo centrale, tutto in travertino, è scandito da paraste piane di ordine corinzio e svetta in altezza con un elegante loggione aerostilo, chiuso alle estremità da due attici, sormontati dalle insegne di Gregorio XIII e di Leone XII. Nel timpano del balcone centrale, al piano nobile, vi è lo stemma di Pio XI. Le ali laterali hanno il basamento in travertino, modellato a bugnato rustico, mentre la parte superiore ha il paramento di mattoni a vista con cornici in travertino. L'interno è caratterizzato dalla corte centrale coperta, illuminata da cinque lucernari, sul fondo della quale si staglia la grande statua del Cristo Maestro, opera dello scultore Mastrojanni; la corte è circondata da un ampio quadriportico, su due livelli, scandito da eleganti colonne di granito grigio, intorno al quale si distribuiscono le aule scolastiche, gli uffici e gli altri ambienti di servizio. La sede è stata successivamente ampliata con diversi edifici tra loro comunicanti: la palazzina posta sul retro dell'edificio principale (Traspontina), l'attiguo palazzo dei Lucchesi e il vicino palazzo Frascara. Inoltre, nel 2005, nei sotterranei dell'edificio centrale, è stato allestito un complesso di sale ed aule multifunzionali, il centro convegni Matteo Ricci, su un'area di circa 2000 m².

## Archivio storico
L'archivio storico conserva i manoscritti del Collegio Romano (1551-1870) e i successivi lasciti dei professori dell'ente. Il patrimonio consta di lezioni afferenti a molteplici discipline ed ambiti; inoltre, vi sono custoditi il carteggio di Athanasius Kircher, la corrispondenza di Cristoforo Clavio e i codici che servirono a Pietro Sforza Pallavicino per compilare la Istoria del Concilio di Trento.

## Biblioteca
Il primo nucleo librario della Biblioteca fu costituito nel febbraio del 1551 unitamente a quello che poi sarà chiamato Collegio Romano.
I volumi del fondo della Bibliotheca Maior del Collegio Romano costituirono il nucleo iniziale della Biblioteca nazionale centrale "Vittorio Emanuele" di Roma.
L'attuale Biblioteca della Pontificia Università Gregoriana può considerarsi il risultato di una faticosa ricostituzione, dopo la soppressione della Compagnia di Gesù nel 1773 e l’annessione di Roma al neonato Regno d’Italia nel 1870. Nel 1930, all'atto dell’inaugurazione della nuova sede in Piazza della Pilotta, il suo patrimonio librario ammontava a circa 150.000 volumi, dei quali 35.000 volumi tra edizioni antiche a stampa, edizioni moderne rare e di pregio e periodici di Ancien Régime costituiscono il “Fondo Antichi e rari” della Biblioteca.
La Biblioteca è situata sulla sinistra del complesso dell'Università; essa dispone di sei sale di lettura per un totale di 334 postazioni studio e un apposito edificio (Torre libraria di 6 piani) destinato al deposito dei libri. 
Il patrimonio librario della Biblioteca supera i 650.000 volumi, di cui 200.000 disponibili a scaffale aperto e 450.000 conservati nei 6 piani della Torre libraria e nel Deposito Traspontina. I settori di specializzazione riflettono le aree disciplinari specifiche dell’Università: teologia, diritto canonico, filosofia, storia e beni culturali della Chiesa, missiologia, scienze sociali, spiritualità e psicologia, arte e letteratura.
Tutte le collezioni sono catalogate e reperibili attraverso il catalogo online ; i 5 cataloghi cartacei a schede sono stati chiusi il 30 settembre 1992.

## Editoria
Il periodico d'informazione La Gregoriana - Virtus et Scientia è tra le pubblicazioni ufficiali e non scientifiche dell'Università. Dopo un periodo di stasi ha ripreso la sua piena attività nel 2001.
Gregorian & Biblical Press è una casa editrice che offre servizi editoriali alla Pontificia Università Gregoriana e al Pontificio Istituto Biblico.

## Gran cancellieri
- Giuseppe Pizzardo (1939-1968)
- Gabriel-Marie Garrone (1968-1980)
- William Wakefield Baum (1980-1990)
- Pio Laghi (1990-1999)
- Zenon Grocholewski (1999-2015)
- Giuseppe Versaldi (2015-2022)
- José Tolentino de Mendonça (dal 2022)

## Vice gran cancellieri
- Peter Hans Kolvenbach (1983-2008)
- Adolfo Nicolás (2008-2016)
- Arturo Sosa Abascal (dal 2016)

## Rettori
- Jean Pelletier (1551)
- Bernard Olivier (1551-1553)
- Quentin Charlat (1553-1554)
- Sebastiano Romei (1554-1568)
- Dionigi Vásquez (1568)
- Hieron Doménech (1568-1571)
- Vincenzo Bruni (1571-1574)
- Ludovico Maselli (1574-1583)
- Benedetto Sardi (1583-1586)
- Vincenzo Bruni (1586-1589)
- Augusto Giustiniani (1589-1590)
- Bernardino Rossignoli (1590-1592)
- Roberto Bellarmino (1592-1594)
- Ludovico Mansoni (1594-1597)
- Pietro Antonio Spinelli (1597-1599)
- Benedetto Giustiniani (1599-1602)
- Fabio De Fabi (1602-1604)
- Bernardino Rossignoli (1604-1606)
- Giovanni Paolo Risi (1606-1610)
- Antonio Marchesi (1610-1612)
- Giacomo Domenici (1612-1615)
- Carlo De Sangro (1615-1618)
- Girolamo Tagliavia (1618-1620)
- Virgilio Cepari (1620-1623)
- Giovanni Stefano Menochio (1623-1626)
- Nicola Berzetti (1626-1629)
- Oliviero Pensa (1629-1632)
- Francesco Piccolmini (1632-1635)
- Olieviero Pensa (1635-1638)
- Nicola Berzetti (1638-1641)
- Giovanni Stefano Menochio (1641-1642)
- Francesco Mascambrun (1642-1646)
- Niccolò Zucchi (1646-1649)
- Fabio Albergati (1649-1652)
- Fabrizio Pignatelli (1652-1655)
- Ludovico Bompiani (1655-1658)
- Emilio Savignani (1658-1661)
- Domenico Vanni (1661-1664)
- Giovanni Antonio Caprini (1664-1667)
- Domenico Brunacci (1667-1670)
- Daniello Bartoli (1670-1674)
- Carlo Paladini (1674-1677)
- Domenico Brunacci (1677-1680)
- Curzio Sesti (1680-1683)
- Giacomo Cellesi (1683-1684)
- Silvestro Mauro (1684-1687)
- Giovanni Antonio Caprini (1687-1691)
- Giovanni Girolamo Gandolfo (1691-1694)
- Francesco Mazzagalli (1694-1695)
- Angelo Alamanni (1695-1698)
- Giovanni Battista Tolomei (1698-1701)
- Annibale Marchetti (1701-1705)
- Paolo Sinola (1705-1707)
- Fabio Mansi (1707-1710)
- Saverio Filippo Guerrieri (1710-1713)
- Egidio Domenico Senapa (1713-1718)
- Girolamo Fabi (1718-1719)
- Giovanni Giacomo Grezzi (1719-1722)
- Paolo Vanni (1722-1729)
- Girolamo Fabi (1729)
- Vincenzo Annibali (1729-1732)
- Carlo Storani (1732-1735)
- Tommaso Silotti (1735-1739)
- Francesco Piccolomini Volumnio (1739-1740)
- Orazio Borgondio (1740-1741)
- Carlo Mansi (1741-1742)
- Domenico Casotti (1742-1744)
- Giovanni Antonio Timoni (1744-1748)
- Domenico Franchini (1748-1751)
- Girolamo Ridolfi (1751-1758)
- Asdrubale Mattei (1758-1761)
- Filippo D'Elei (1761-1765)
- Santo Guidi (1765-1768)
- Mariano Pongelli (1768-1772)
- Paolo Antonio Raffagni (1772- )
- Luigi Taparelli d'Azeglio (1824-1829)
- Giovanni Battista Dessi (1829-1832)
- Giuseppe Bellotti (1832-1835)
- Bonaventura Benetti (1835-1840)
- Felice Sprani (1840-1843)
- Leonardo Fava (1843-1846)
- Francesco Manera (1846-1847)
- Bonaventura Benetti (1847-1853)
- Giovanni Perrone (1853-1856)
- Pasquale Cambi (1856-1860)
- Ugo Molza (1860-1864)
- Giovanni Marcucci (1864-1867)
- Pietro Ragazzini (1867-1872)
- Valeriano Cardella (1872-1876)
- Ugo Molza (1876-1880)
- Francesco Vannutelli (1880-1884)
- Massimiliano Anselmi (1884-1886)
- Lorenzo Lunari (1886-1891)
- Emilio De Autustini (1891-1895)
- Francesco Maria Carini (1895-1896)
- Augusto Ferretti (1896-1900)
- Emidio Rossi (1900-1904)
- Franz Xavier Wernz (1904-1906)
- Ludovico Quercini (1906-1910)
- Pio De Mandato (1910-1914)
- Luigi Caterini (1914-1918)
- Francesco Saverio Calcagno (1918-1922)
- Carlo Miccinelli (1922-1926)
- Giuseppe Gianfranceschi (1926-1930)
- Ferdinand Willaert (1930-1933)
- Vincent Albert McCormick (1933-1941)
- Paolo Dezza (1941-1951)
- Pedro Maria Abellán (1951-1957)
- Pablo Muñoz Vega (1957-1963)
- Edoard Dhanis (1963-1966)
- Hervé Carrier (1966-1978)
- Carlo Maria Martini (1978-1980)
- Urbano Navarrete (1980-1986)
- Gilles Pelland (1986-1992)
- Giuseppe Pittau (1992-1998)
- Franco Imoda (1998-2004)
- Gianfranco Ghirlanda (2004-2010)
- François-Xavier Dumortier (2010-2016)
- Nuno da Silva Gonçalves (2016-2022)
- Mark Lewis (dal 2022)